# Qarassai-Stadion
Das Qarassai-Stadion (kasachisch Қарасай стадионы Karasaı stadıony, russisch стадион Карасай stadion Karassai) ist ein Fußball- und Leichtathletikstadion in Petropawl im Gebiet Nordkasachstan in Kasachstan. Es dient als Heimstätte für den Fußballverein FK Qysyl-Schar SK.

## Geschichte
Das Stadion wurde 1967 zu Sowjetzeiten errichtet und hieß bis 2008 „Avangard“.
In der Saison 2000, der bislang erfolgreichsten des heimischen Fußballvereins, hatte das Stadion eine Auslastung von durchschnittlich 9.121 Zuschauern pro Spiel, was für kasachische Verhältnisse ein enorm hoher Wert ist.
Um künftig den Anforderungen der Kategorie 4 des UEFA-Stadioninfrastruktur-Reglements zu entsprechen, wurde das Stadion ab 2023 umfassend renoviert. Zunächst wurde das Spielfeld erneuert und mit automatischer Bewässerung und einer Heizung ausgestattet, ferner errichtete man eine neue Anzeigetafel und neue Lichtmasten. Qysyl-Schar verlegte seine Heimspiele für diese Zeit in die kleine Schastar-Arena. Einen Teil der Hinrunde der Saison 2024 bestritt Qysyl-Schar sodann wieder im Qarassai-Stadion, ehe dieses im Juli 2024 abermals seine Pforten schloss. Bis Februar 2025 sollten auch die Tribünen renoviert und eine neue Überdachung errichtet werden. Im Dezember 2024 wurde das Ende der Bauarbeiten auf Mai 2025 verschoben. Im Januar 2025 brannte es im Ausweichstadion Schastar. Die Mannschaft bestritt die Heimspiele der Saison 2025 ab März in der Tobyl Arena, dem Stadion von Tobyl Qostanai.
Im Winter wird das Stadion jeweils in eine öffentliche Eislaufbahn verwandelt.